# Пітчук Юрій Ярославович
Юрій Ярославович Пітчук  (псевдонім JimmyIurii; 22 грудня 1988) — художник, ілюстратор.

## Життєпис
Народився 1988 року в Івано-Франківську. Закінчив Івано-Франківський національний технічний університет нафти і газу. Не має художньої освіти. 

## Творчість
Основні напрямки творчості — графіка й ілюстрація. Автор численних муралів.
Перша персональна виставка — «Ілюстрації на тему» до книг Василя Даниша. «Соцвінегрет» — друга виставка. Автор робіт у стилі стріт-арт.
Художника цікавить соціальна тематика. Сюжети приходять самі — під час споглядання навколишніх подій, людських проблем і досягнень. В експозиції виставки «Соцвінегрет» картини мають певний соціальний підтекст. З іншого боку, картини можна поділити на декілька груп за стилем та технікою виконання, здалека може здатись, що це якась мішанина. Звідси й назва . В усіх роботах цієї виставки художник прагнув зображувати людину такою, якою вона є, з її вадами, намагався поєднувати красиве з огидним, змальовувати те, про що не говорять, водночас не виходячи за певні межі, щоб не відштовхувати глядача.
- Серія «Страсті» — це алюзія до семи смертних гріхів, вона охоплює поки що нарцисизм, хіть, обжерливість та лінь. На кожній із картин зображено, з одного боку, людську ваду, а з іншого — внутрішню боротьбу з нею. На картинах вади перемагають людину, хоча така боротьба ведеться в кожному щодня. На картині «Страсті: Лінь» зображено людину, яка має безліч можливостей, увесь світ перед нею відкритий, але вона спокійно сонно покурює, плавно перетворюючись на тварину лінивця. І не помічає символічного годинника, в якому з молодої руки вже майже весь пісок пересипався в стару і поміж пальці пішов у нікуди…

Із дружиною, художницею Мартою Пітчук, працює над муралами. Перший мурал — на честь видатного українського актора Івана Миколайчука — намалювали в 2016 році в Івано-Франківську, на вулиці його імені. Створили серію стінописів на етнотематику — на багатоповерхівках зображають героїнь у традиційному українському вбранні. Географія муралів подружжя Пітчуків успішно шириться. Серед спільних робіт також розпис опори австрійського віадука у Ворохті на Прикарпатті. Мальовані фігури гуцулів нанесли на його бетонні частини, не зачіпаючи живого каменю.

## Панорама муралу у Ворохті

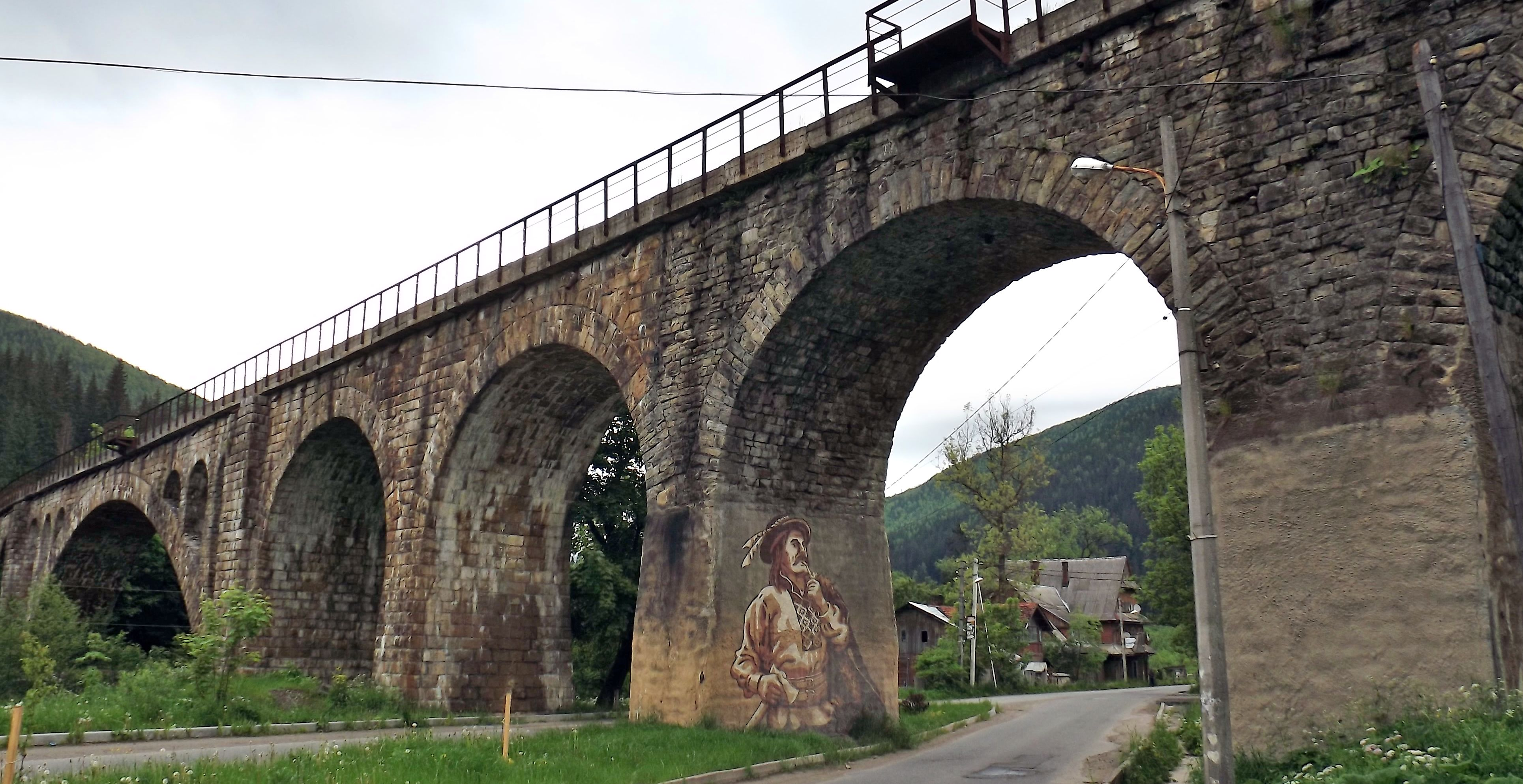
Панорама історичного віадуку у Ворохті з муралом Юрія та Марти Пітчук